# Movits!
Movits! – szwedzka grupa muzyczna z Luleå. Tworzona przez nich muzyka to połączenie swingu z hip-hopem. Debiutancki album Äppelknyckarjazz, w dosłownym tłumaczeniu Jazz złodzieja jabłek, miał premierę w 2008 r. i został zauważony przez ogólnokrajową szwedzką gazetę Dagens Nyheter. W Stanach Zjednoczonych album Äppelknyckarjazz został wydany przez Comedy Central Records.
Nazwa Movits! nawiązuje do Fadera Movitza, postaci literackiej z Fredmans epistlar, zbioru opowiadań i pieśni, napisanego przez Carla Michaela Bellmana, szwedzkiego XVIII-wiecznego poetę i kompozytora. Zespół celowo zamienił ostatnią literę w nazwisku bohatera z „z” na „s”, aby uniknąć skojarzeń ze szwedzkimi zespołami tworzącymi muzykę gatunku dansband, takimi jak Lasse Stefanz, Svänzons czy Larz-Kristerz.
27 lipca 2009 r. Movits! wystąpił w amerykańskim satyrycznym programie informacyjnym The Colbert Report. Zespół udzielił wywiadu i wykonał utwór „Fel del av gården”. Colbert wspomniał w programie z 30 lipca 2009 r., że płyta Äppelknyckarjazz zyskała znaczącą popularność na Amazon.com i stwierdził, że w znacznej mierze przyczyniło się do tego pojawienie się Movits! w programie (zjawisko określane jako „The Colbert Bump”).
Członkowie zespołu to: bracia Johan Jivin’ Rensfeldt (wokal) i Anders Rensfeldt (multi-instrumentalista i DJ) oraz saksofonista Joakim ‘One-Take’ Nilsson.

## Dyskografia

### Albumy
- 2008: Äppelknyckarjazz
- 2011: Ut ur min skalle

### Single
- 2007: „Swing för hyresgästföreningen”
- 2008: „Äppelknyckarjazz”
- 2008: „Fel del av gården”
- 2009: „Ta på dig dansskorna”
- 2011: „Sammy Davis Jr”